# Ljushults kyrka

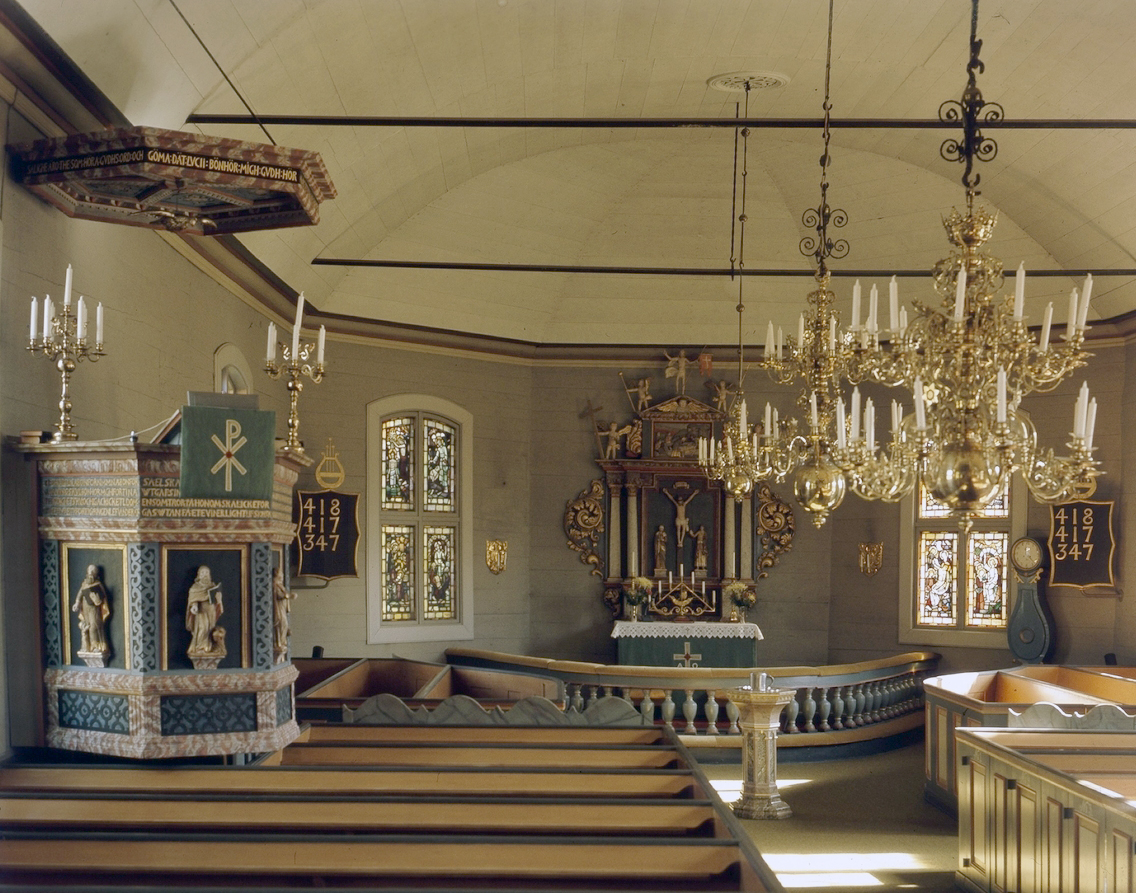
Interiör mot koret 1978

Ljushults kyrka  är en kyrkobyggnad i Borås kommun. Den tillhör sedan 2022 Toarps församling i Skara stift (tidigare från 2006 Sexdrega församling och före det Ljushults församling) i Göteborgs stift. 

## Förhistoria
Den tidigare kyrkan var troligen placerad på samma plats som dagens och tros ha varit av trä. Det finns dock inte mycket information om den och eventuella tidigare kyrkor innan den. Emellertid är det säkert att socknen har haft kyrka sedan medeltiden. En sägen säger att den tidigare kyrkan förstördes genom mordbrand startad av en kyrkotjuv, vilket kan styrkas av förkolnat virke hittat i kyrkans grund. Det kan dock inte uteslutas att den tidigare kyrkans förstörande har med de krigiska förhållandena som rådde fram till 1650-talet.

## Kyrkobyggnaden
Året för den nuvarande kyrkans uppförande är omtvistat. Länge ansågs 1658 vara året då kyrkan byggdes, detta årtal nämns på tavlan över ytterdörren och en tavla inne i kyrkan. De svåra förhållandena som rådde då talar dock för ett senare byggnadsår. En dendrokronologisk undersökning från 2002 visar att några stockar är från 1682, varför 1688 ses som ett troligt byggår.
Från början var kyrkan kortare och bestod av ett rakt långhus med ett mindre kor. Den var  som Roasjö kyrka röd och hade brantare tak och var spånbeklädd. Innertaket var platt och en dekor av gulvita slingor på röd botten prydde väggarna. Norra sidan var fönsterlös och södersidan hade tre fönster, dessa var försedda med galler för att förhindra inbrott.
År 1786 tillkom tornet i väster i samband med att ytterligare en klocka inköptes och klockstapeln revs. Ett beslut om att utöka kyrkan kommer år 1824 men det dröjer till 1826 innan kyrkan förlängdes åt öster, en sakristia vidbyggdes i norr och tornkonstruktionen förstärktes. Taket välvdes och de gamla dekorationsmålningarna övermålades. I samband med ombyggnaden försvann även skillnaden mellan långhus och kor samt fruntimmersläktaren. Utvändigt togs spånbeklädnaden bort. År 1861 vitmålades kyrkan utvändigt och 1864 gick kyrkorummet i sin helhet samt altare och predikstol samma öde till mötes. Kyrkan renoverades 1904 då tornet täcktes med galvaniserad plåt, innerväggarna vävspänns samt nya bänkar och golv tillkommer. År 1922 får kyrkan tegeltak. Under en restaurering år 1950 inlades nytt golv och nya bänkar i äldre stil.

### Dekorationsmålningar
År 1950 tog konservator Thorbjörn Engblad fram målningar som utförts 1761 av Ditlof Ross. På väggarna under läktaren har Ross målat akantusslingor på röd botten samt på pelare, sirade med blomstergirlanger och med blommor på fälten mellan pelarna. Man vet inte om Ross även målade taket, som helt byttes ut 1826, men det förefaller troligt. Vid restaureringen fann man spår av ännu äldre måleri, sannolikt från kyrkans första tid. Figurerna på läktarbröstningen, evangelisterna och Kristus, är också verk av Ross. De var mycket välbevarade och behövde endast putsas upp vid restaureringen.

## Orglar
År 1880 fick kyrkan sin första orgel. Den hade sju stämmor och köptes in begagnad av organisten Jonas Runbäck i Ytterjärna. Denna orgel ombyggdes helt år 1888 av J A Johansson då två stämmor tillkom. En ny orgel med 13 stämmor, två manualer och självställande pedal inköptes av Åkerman & Lund Orgelbyggeri år 1930. Den nuvarande orgeln byggdes av Mårtenssons orgelfabrik år 1991 och har 15 stämmor.

## Inventarier
- Predikstolen och altaruppsatsen är från 1600-talet.
- Två glasmålningar insattes 1930 i korfönstren, utförda av konstnären Albert Eldh.
- Av gamla inventarier kan ljuskronan från 1754 nämnas.
- År 1827 fick man ytterligare en ljuskrona som hade 10 armar. Den fjärde kronan skänktes 1916.